# جمية كثيرة الأزهار
الجُمِية الكثيرة الأزهار (باللاتينية: Phacelia floribunda) نوع نباتي ينتمي إلى جنس الجمية من الفصيلة الحمحمية.
موطنها جزر القناة في كاليفورنيا على الساحل الغربي للولايات المتحدة وجزيرة غوادلوب.